# Антоніу Жозе Бранкінью да Фонсека
Анто́ніу Жозе́ Бранкі́нью да Фонсе́ка (порт. António José Branquinho da Fonseca; *4 травня 1905, Мортагуа, Португалія — 7 травня 1974, Кашкайш, Кашкайш) — португальський письменник: прозаїк, поет, драматург. Свої перші тексти підписував псевдонімом Антоніу Мадейра (António Madeira). 
Працював зберігачем фондів цивільного реєстру в Марвані та Музею-бібліотеки графа де Каштро Гімарайша в Кашкайші. За його пропозицією в 1958 році була створена служба мандрівних бібліотек Фонду Галуста Гульбенкяна, якою він керував до смерті. 

## З життєпису
Народився в Мортагуа в родині письменника Томаша да Фонсеки та Клотільде Мадейри Бранкіньо. До середньої школи ходив у Лісабоні, до середньої — в Коїмбрі. Закінчив юридичний факультет Коїмбрського університету (спеціальність: право) у 1930 році. Ще студентом взяв участь у заснуванні журналу Tríptico (1924-25), загалом вийшло 9 чисел. 
У 1926 році відбувся літературний дебют Бранкінью да Фонсеки — вийшла друком книга Poemas. Наступного року (1927), ще будучи студентом, заснував разом із Жозе Режіо та Жоао Гашпаром Сімойшом журнал Presença, який вважається відправною точкою другої фази португальського модернізму, або «презенсісти». Посаду директора журналу обіймав до 16 червня 1930 року, коли разом із Мігелем Торгою та Едмунду де Беттенкуром остаточно залишив це видання, обурений новими порядками, вважаючи їх обмеженнями особистої і творчої свободи. Пізніше того ж року заснував разом з Торгою журнал Sinal, що вважається провідником модернізму в Португалії. 
У 1932 році почав виконувати обов'язки зберігача фондів Музею-бібліотеки графа де Каштро Гімарайша в Кашкайші. Виконуючи свої функції зберігача, у 1953 році створив перший у своєму роді в країні проект мандрівної бібліотеки. 
Відтак, у 1959 році був запрошений Азередо Пердіґао (Azeredo Perdigão) створити службу пересувних бібліотек Фонду Галуста Гульбенкяна. Від цього часу і до смерті (1974), залишаючись на чолі цього проекту, письменник не опублікував жодної авторської книги, обмежившись виданням тематичних антологій.  

## Творчість
Антоніу Жозе Бранкінью да Фонсека експериментував з різними літературними стилями і жанрами, від ліричної поеми до роману, через новелу; від драматургії до прозової поеми, але, як він висловився сам, його природним вираженням (expressão natural) була новела (коротке оповідання). Письменник вважається чільним представником модернізму в португальській літературі. Також відомим є внесок автора у національну фольклористику — упорядкування збірника португальських традиційних казок (1964). 
Як художник Бранкінью да Фонсека цікавився фотографією, малюнком, кіно та графічним дизайном. 

## Нагороди і визнання
Посмертно 13 липня 1981 року Антоніо Жозе Бранкіньо да Фонсека став гранд-офіцером Ордена Сантьяго да Еспада.
На честь письменника міська рада Кашкайша в 1995 році встановила іменну премію за фантастичне оповідання, а в 2001 році Премію Бранкіньо да Фонсеки Експрессу / Гульбенкян було засновано у партнерстві між Фондом Галуста Гульбенкяна та газетою «Експрессу». 
Ім'ям Бранкіньо да Фонсеки названі вулиці в Амадорі та Кашкайші.